# Cascades d'Augrabies
Les cascades d'Augrabies es troben al riu Orange (Sud-àfrica), a l'Augrabies Falls National Park (Parc Nacional de les Cascades d'Augrabies). Les cascades tenen al voltant de 56 m d'altura. Algunes fonts citen una alçada aproximada de 146 m, però en realitat aquesta és des de la base del congost fins a la part superior de les parets, no la de les mateixes cascades.
Els residents khoikhoi originaris la van anomenar «Ankoerebis» ('el lloc de grans sorolls'). Més endavant, els treekboer es van establir a la zona i la van anomenar «Augrabies».
Les cascades van registrar un cabal de 7.800 m³/s d'aigua durant les inundacions del 1988 (i 6.800 m³/s durant les inundacions del 2006). En comparació, el cabal de les cascades del Niàgara durant la temporada alta és de 2.400 m³/s.
El congost de les cascades d'Augrabies és de 240 m de profunditat i 18 km de longitud, i és un exemple impressionant d'erosió del granit.

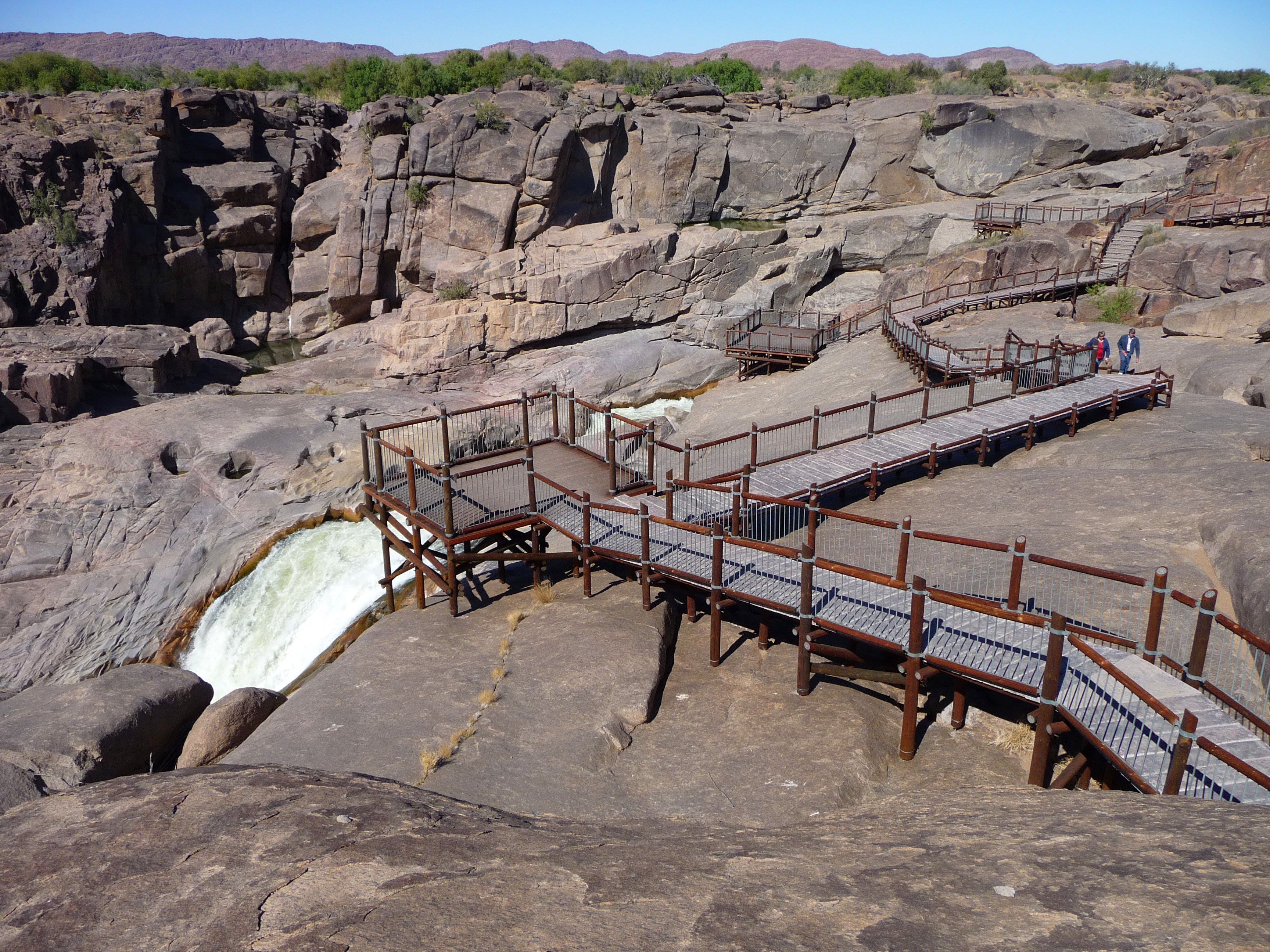
Passarel·les d'accés a les cascades
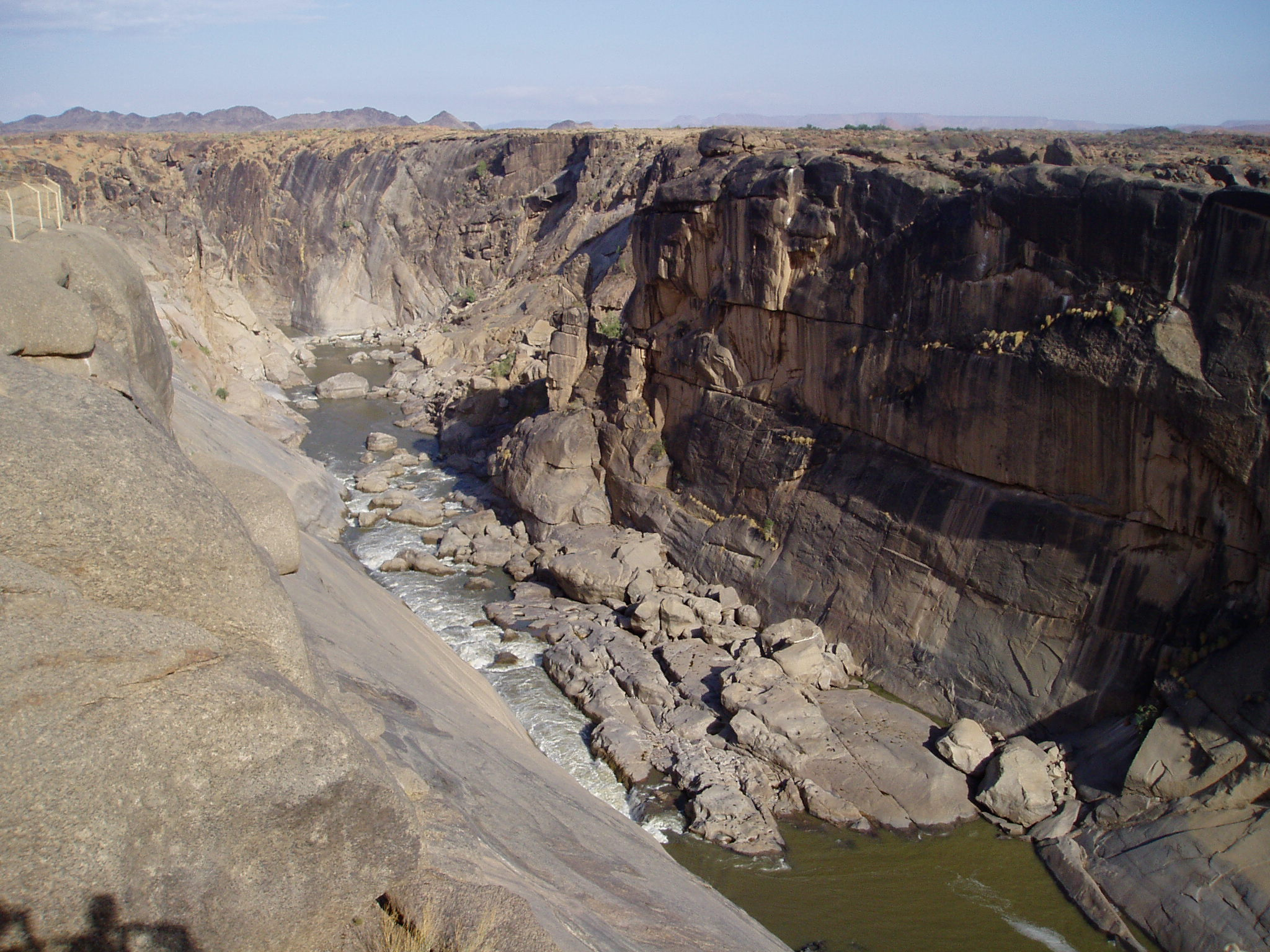
Les cascades d'Augrabies durant l'estació seca
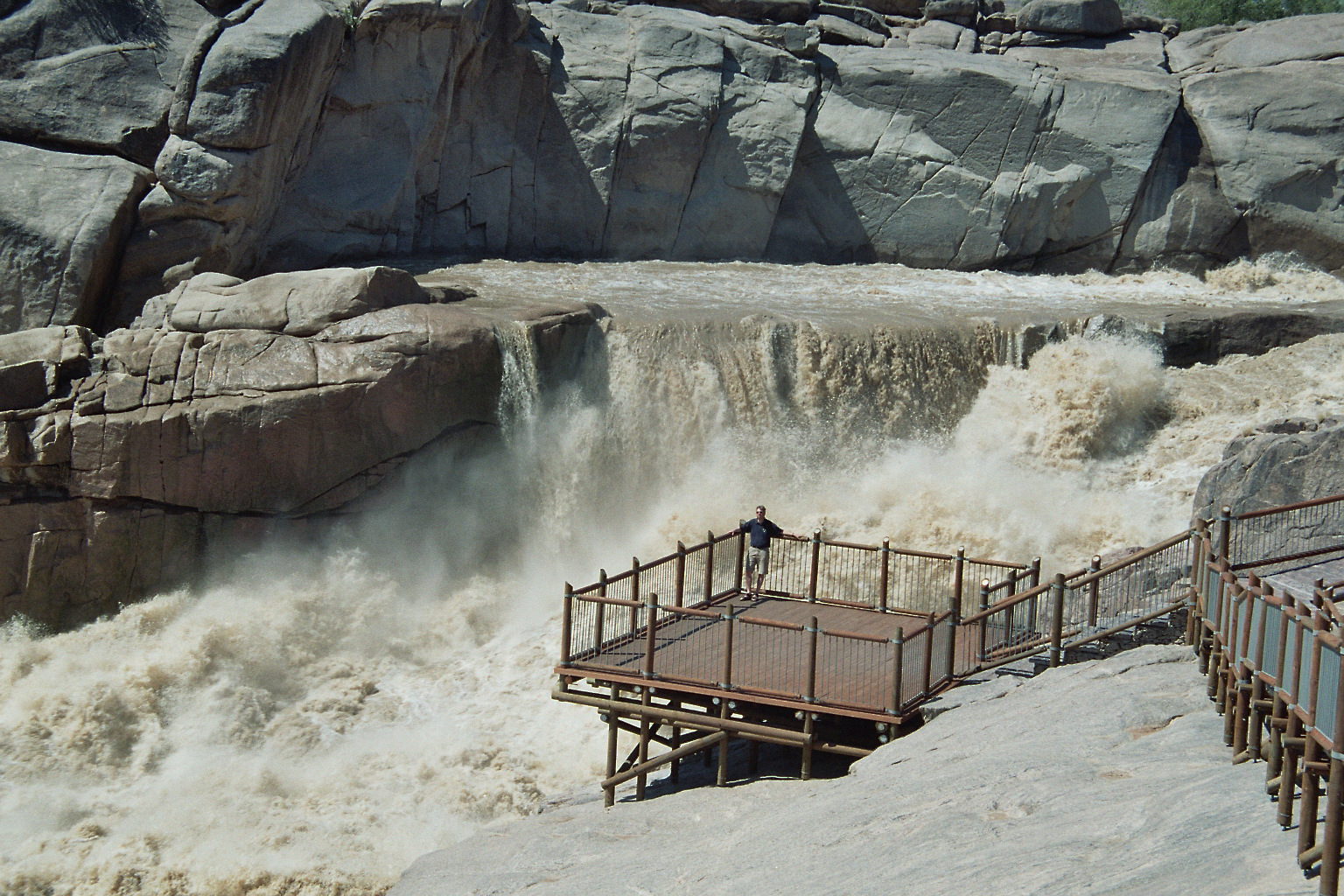
Les cascades durant les inundacions del 2006